# Городской округ Бангалор
Городско́й о́круг Бангало́р (канн. ಬೆಂಗಳೂರು ನಗರ; англ. Bangalore Urban district) — округ в индийском штате Карнатака. Образован в 1986 году. Административный центр — город Бангалор. Площадь округа — 2190 км². По данным всеиндийской переписи 2001 года население округа составляло 6 537 124 человека. Уровень грамотности взрослого населения составлял 83 %, что значительно выше среднеиндийского уровня (59,5 %). Доля городского населения составляла 88,1 %.